# Advent är mörker och kyla
Advent är mörker och kyla är en svensk adventspsalm av Margareta Melin från 1969 med en melodi av Lars Åke Lundberg (nr 609 i 1986 års psalmbok) och en melodi skriven 1972 av Torgny Erséus (nr 484 i Psalmer och Sånger 1987). Både text och melodi är förenade med författarens och kompositörernas upphovsrätt och finns bara tillgängliga i de psalmböcker där de publicerats.

## Publicerad i
- 1986 års psalmbok som nr 609 under rubriken "Barn och familj".
- Psalmer och Sånger 1987 som nr 484 under rubriken "Kyrkoåret - Advent".[1]
- Frälsningsarméns sångbok 1990 som nr 717  under rubriken "Kyrkoårets högtider, Advent".

## Inspelningar
En tidig inspelning gjordes av Lennart Eng i Färila kyrka i Hälsingland i september 1976, och gavs ut samma år på skivalbumet O helga natt.
Lars Åke Lundberg och barn från Vendelsö Kyrka sjunger sången på albumet Vi sätter oss i ringen, från 1972.

### Fotnoter
1. 1 2   Psalmer och sånger. Örebro: Libris. 1987. Libris 7623713. ISBN 91-7214-134-4
2. ↑  ”Svensk mediedatabas”. http://smdb.kb.se/catalog/id/001885544. Läst 18 maj 2011.